# 格林山
格林山（英語：Mount Greene），是南極洲的山峰，位於維多利亞地的博克格雷溫克海岸，屬於阿德默勒爾蒂山脈的一部分，處於弗雷馬尼斯冰川終點南面，最終注入塔克冰川，海拔高度2,220米，美國地質調查局根據測量和該國海軍的空中照片繪入地圖，現時由南極條約體系管理。